# Station Voyager
Pour les articles homonymes, voir Station et Voyager.
Station Voyager ou Voyager Station est un projet de premier palace-station spatiale orbitale de 2025, pour le tourisme spatial, à 400 km en orbite terrestre, porté par l'entreprise Above: Space Development Corporation (anciennement Orbital Assembly Corporation),.

## Histoire

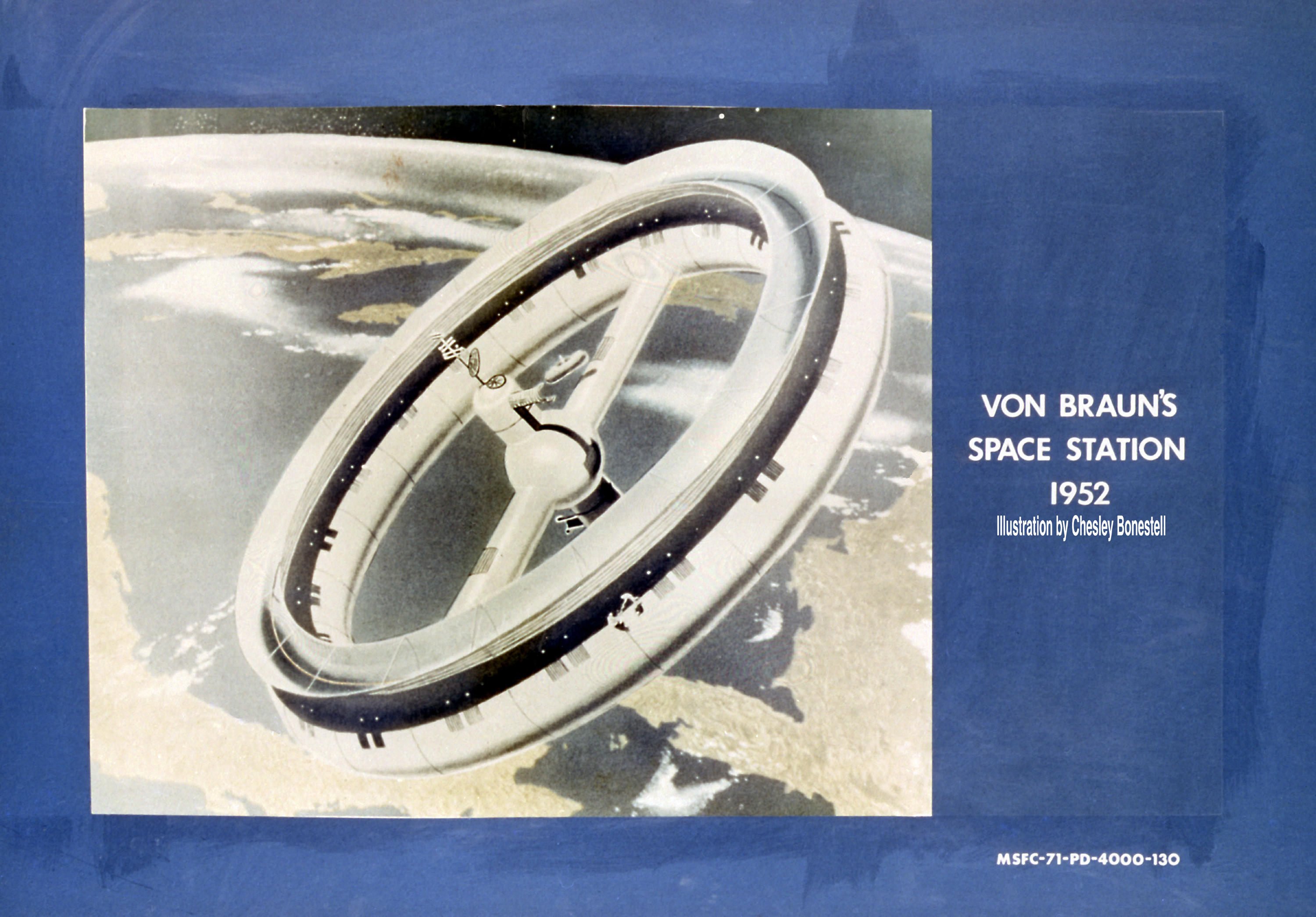
Représentation artistique du projet de station spatiale en forme de roue tournant sur elle-même de Wernher von Braun de 1952

Ce projet américain d'habitat spatial fait suite à divers projets de tourisme spatial de Virgin Galactic de Richard Branson, Blue Origin de Jeff Bezos, Aurora, ou d’accueil de touristes sur la Station spatiale internationale (ISS) de la NASA.
Le projet « Station Voyager » de la Gateway Foundation est une station spatiale en forme de roue tournant sur elle-même de 1,16 km2 de surface habitable (488 m de diamètre, pour 76 m de profondeur) pour une capacité d'accueil de 1 250 hôtes (professionnels, chercheurs, touristes...) et 150 membres d'équipage, avec une prévision d’accueil vers 2025, de 100 touristes par semaine, au tarif annoncé de 2 à 5 millions de dollars par personne pour un séjour de trois jours.

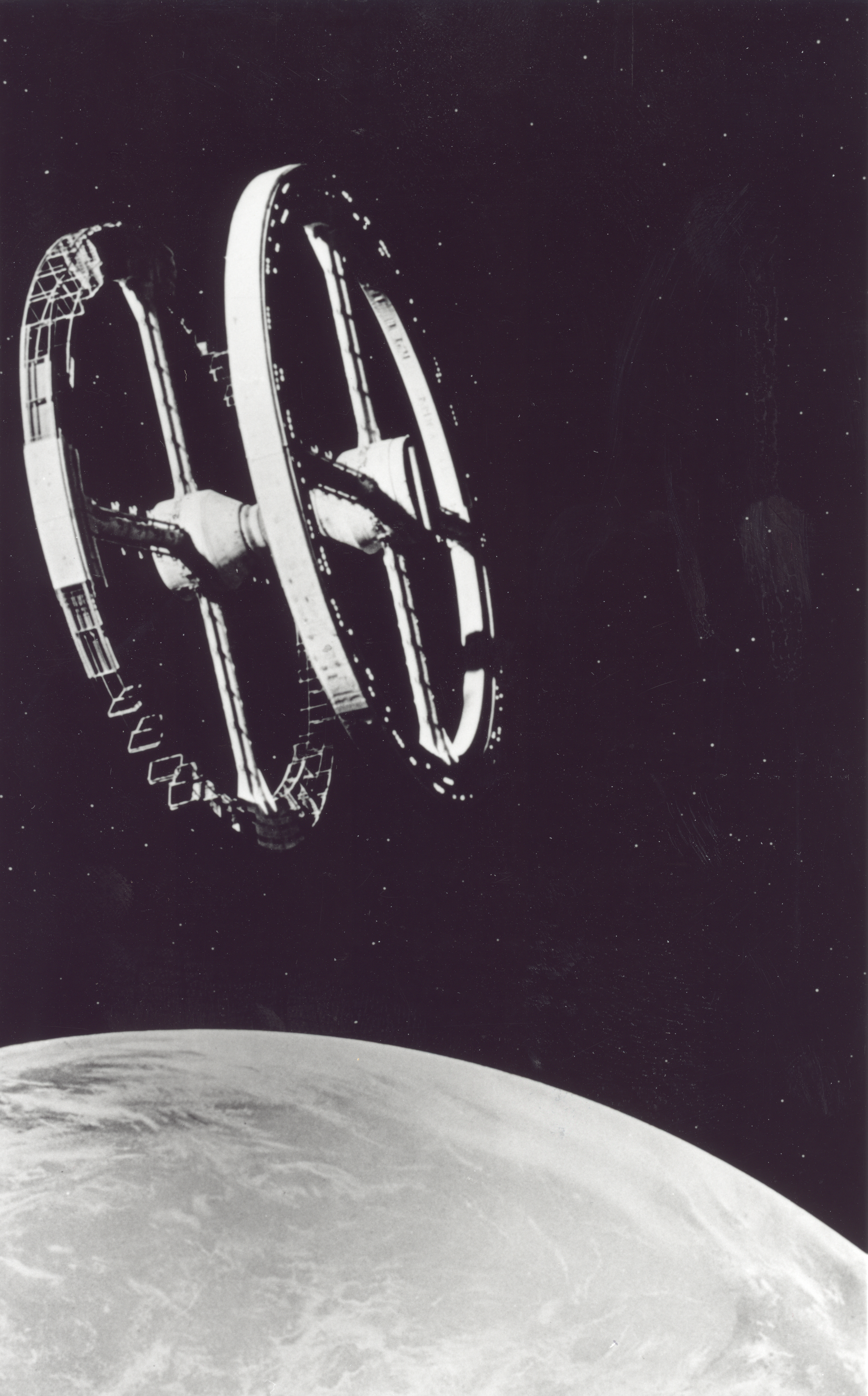
Station spatiale du film 2001, l'Odyssée de l'espace de Stanley Kubrick en 1968

Sa forme est inspirée du projet de station spatiale en forme de roue tournant sur elle-même de 1952, de l'inventeur allemand Wernher von Braun, et de station spatiale de nombreux films de science-fiction comme la station spatiale du film 2001, l'Odyssée de l'espace de Stanley Kubrick, directement inspirée de l'étude de von Braun.
Sa conception est inspirée de celle de la Station spatiale internationale : la station Voyager sera modulaire. La Gateway Foundation prévoit de lancer les éléments de construction par près de 40 voyages de fusées SpaceX d'Elon Musk, puis de les assembler dans l'espace, pour une estimation de coût d'environ 60 à 70 milliards de dollars.

## Caractéristiques
Cette station spatiale est constituée d'un noyau central « station d'accueil » port d’amarrage de vaisseau spatial, relié à un anneau extérieur d'habitation de 488 m de diamètre, constitué de 24 modules de surface habitable de 500 m2 chacun (avec appartements et chambres d’hôtel simple de 30 m2 aux suites de 126 m2, restaurants, bars, auditorium, salle de sport, boutiques, espaces vert, locaux techniques...). La station spatiale rotative, alimentée par panneau solaire, peut produire divers niveaux de gravité artificielle relatives à son taux de rotation variable, prévu de 1,3 tour par minute pour un niveau de gravité lunaire (30% de la gravité terrestre).